# Cantone di Gualaceo
Il Cantone di Gualaceo è un cantone dell'Ecuador che si trova nella Provincia di Azuay.
Il capoluogo del cantone è Gualaceo.